# ボリュメトリックビデオ
ボリュメトリックビデオ（Volumetric Video）とは立体映像（3D）技術の一つである。
これは、実在する人物や動物、モノなどの動きなどの映像空間のすべてを3次元データに置き換え、バーチャル空間でのクロマキー合成を使い、360度全方位で映像生成を作ることができるシステムである。リアルタイム撮影から3秒程度で立体映像が生成され、通常のカメラアングルではとらえることができない場所からも映像を映し出すことも可能であり、文化・芸術・教養・スポーツ中継・コンサートなど幅広い領域での活用が期待されている。

## 過去の実用例
- Canon × ばってん少女隊『OiSa Volumetric Video ver.』[1]
- 東京ドームにおける読売ジャイアンツ主催試合（2022年4月29日〜5月1日）[2]
  - 2023年より東京ドームに常設[3]。
- テレビ朝日・六本木ヒルズ 夏祭り SUMMER STATION 2024
  - 可搬型ボリュメトリックシステムによるバーチャルステージ『「MUSIC STATION」未来ステージ』[4][5]。